# Hymns from the Heart
Hymns from the Heart es un álbum del cantante country Johnny Cash lanzado en 1962. Todas las canciones del álbum son de estilo góspel siendo su segundo álbum de este tipo.

## Canciones
1. He'll Understand and Say Well Done– 2:27
2. God Must Have My Fortune Laid Away– 2:49
3. I Got Shoes– 2:01
4. When I've Learned Enough to Die– 2:47
5. Let the Lower Lights Be Burning– 2:14
6. If We Never Meet Again– 3:02
7. When I Take My Vacation in Heaven– 2:26
8. Taller Than Trees– 1:52
9. I Won't Have to Cross Jordan Alone– 3:00
10. When He Reached Down His Hand for Me– 2:04
11. My God Is Real– 2:00
12. These Hands– 2:14

## Integrantes
- Johnny Cash - Vocalista
- Luther Perkins - Guitarra
- Billy Strange - Guitarra
- Ray Edenton - Guitarra
- Marshall Grant - Bajo
- Buddy Clark - Bajo
- W.S. Holland- Percusión
- Irving Kluger - Percusión
- Floyd Cramer - Piano
- Bill Pursell - Órgano
- Billy Lathum - Banjo
- Marvin Hughes - Banjo
- Hubert Anderson - Vibráfono
- Elliot Fisher - Violín
- Anthony Olson - Violín
- Frank Green - Violín
- Olcott Vail - Violín
- Joseph Livotti - Violín
- Bobby Bruce - Violín
- Gary White - Viola
- Myron Sander - Viola
- William E. Liebert - Líder